# Санто-Спирито (Флоренция)
Базилика Са́нто-Спи́рито (итал. La chiesa di Santo Spirito — Церковь Святого Духа) — римско-католическая церковь во Флоренции (Италия), иногда называемая Базиликой Санто-Спирито, находится на одноимённой площади в квартале Олтрарно. Построенная в XV веке по проекту Филиппо Брунеллески, она считается одним из чистейших образцов архитектуры раннего Возрождения в Тоскане.

## История

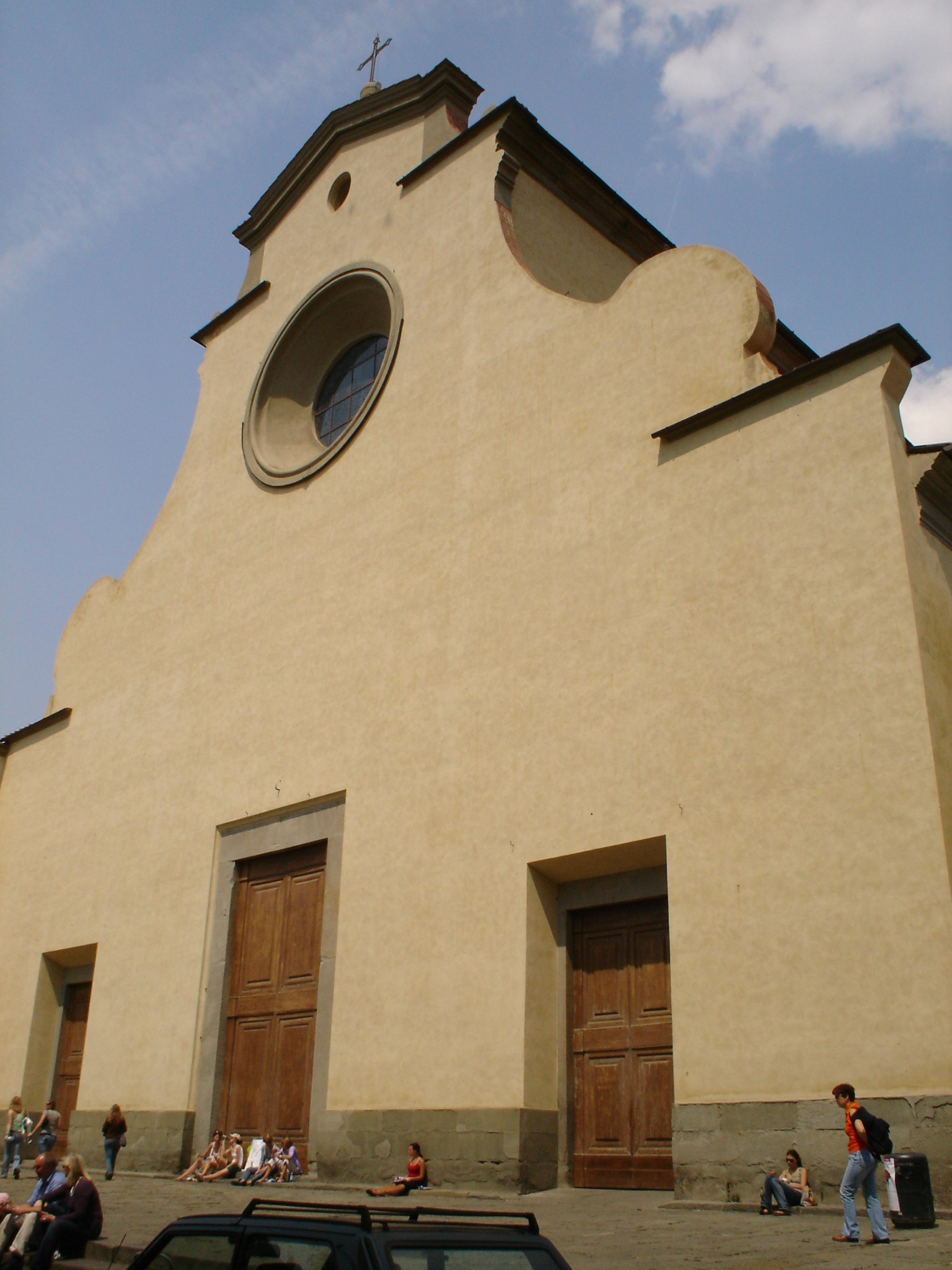
Базилика Санто-Спирито считается одним из образцов архитектуры раннего Возрождения во Флоренции

Современное здание было построено на руинах августинского приората (монастыря) XIII века, сгоревшего в 1471 году. Этот монастырь являлся важным интеллектуальным центром города: в нём размещались школа, богадельня, столовая для нищих и библиотека, где находилось часть наследия Бокаччо.
Ещё в 1434 году богатый флорентийский торговец Стольдо Фрескобальди решил построить на этом месте новую церковь, и уже в 1428 году у архитектора Филиппо Брунеллески были готовы чертежи будущего храма. Изначально мастер хотел поставить церковь Святого Духа лицевой стороной к реке Арно, но не смог этого сделать из-за плотной жилой застройки между берегом и церковью. В 1436 году был заложен фундамент, однако строительство продвигалось очень медленно. В 1446 году Брунеллески умер, и его дело продолжили его последователи Антонио Манетти, Джованни да Джайоле и Сальви д’Андреа; последний отвечал за строительство купола (1479—1482) вместе с Симоне дель Поллайоло (Кронака). Проект купола разработал Герардо Сильвани. Кампанила была построена в 1503 году Баччо Д’Аньоло.
В отличие от базилики Сан-Лоренцо, при строительстве которой планы Брунеллески не были учтены полностью, здесь его замыслы воплощены с заметной точностью, по крайней мере в первом этаже и в аркадах. План церкви имеет форму латинского креста. Контраст между нефом и трансептом, вызвавший такие трудности в Сан-Лоренцо, был также устранён. Боковые капеллы в виде ниш одинакового размера распределены по периметру здания.
Фасад XVII века, оставшийся необлицованным, впечатляет пластичностью своих линий. Проект Брунеллески остался на чертежах: от него на фасаде сохранены лишь две боковые волюты. В 1489 году с левой стороны здания были построены колоннада и восьмиугольная сакристия по проекту Симоне дель Поллайоло и Джулиано да Сангалло соответственно. В капелле была сделана дверь для доступа внутрь церкви.
Церковь оставалась без украшений вплоть до XVIII века, когда были оштукатурены стены. Сальви д’Андреа оформил внутренний фасад, который до сих пор украшает старое витражное окно c изображением Святой Троицы работы Пьетро Перуджино.
Фасады церкви были отреставрированы в 1977—1978 годах.

## Интерьер и произведения искусства
Основное достоинство этого храма — интерьер чистых пропорций и изысканных цветовых решений (светлая штукатурка оттеняет местный камень «пьетра-серена»). Среди главных памятников искусства — «Мадонна с Младенцем и Святыми» Филиппино Липпи, «Распятие» Микеланджело, «Изгнание торгующих из храма» маньериста Страдано (XVI век) и полиптих Мазо ди Банко в правой абсиде. В ансамбль храма входят два клуатра (один построен по проекту Бартоломео Амманати), нартекс работы Симоне дель Поллайоло и восьмигранная сакристия Джулиано да Сангалло (1492). Слева от входа в храм — музей Фонда Романо с «Тайной Вечерей» Андреа Орканьи.

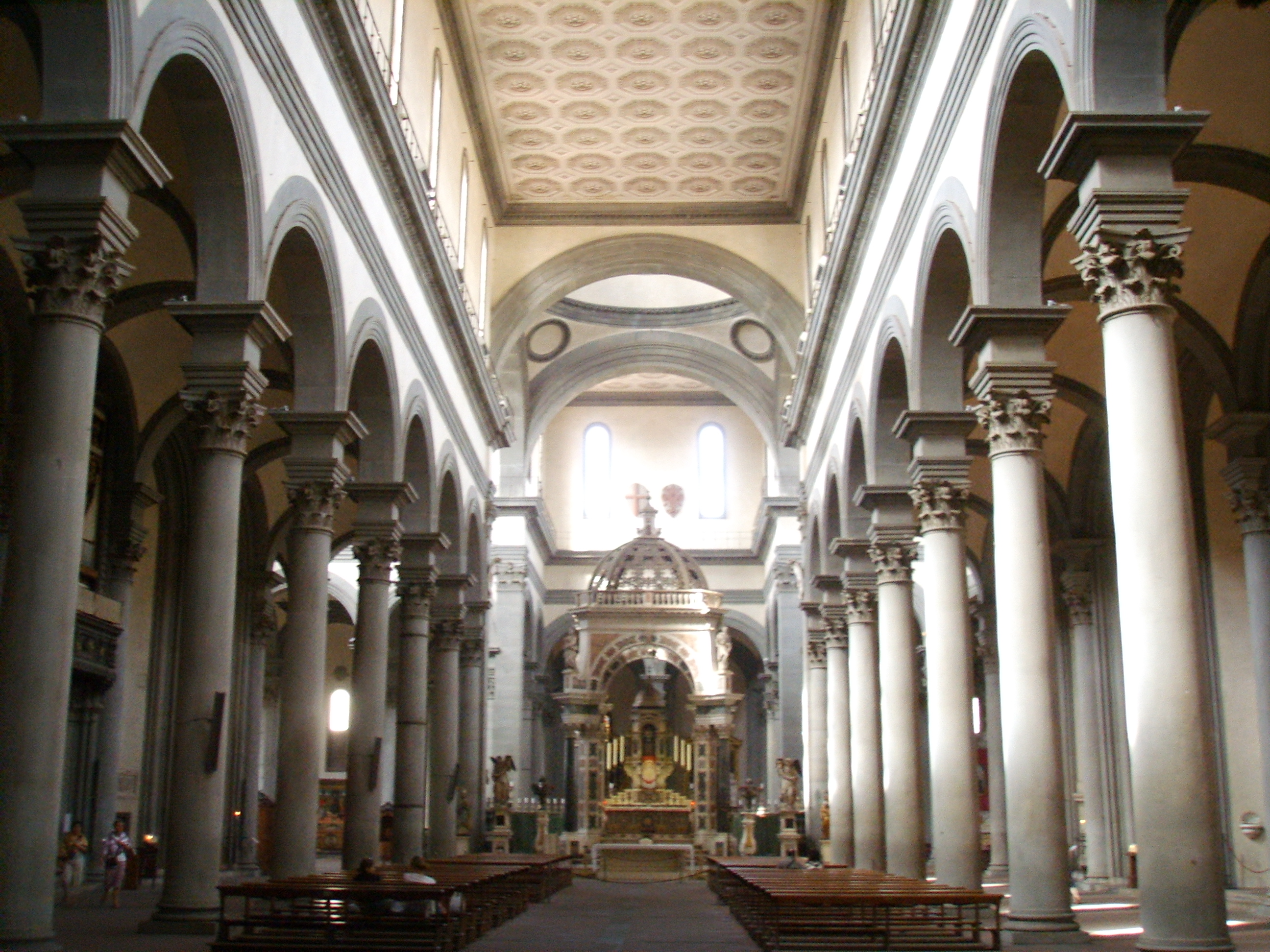
Интерьер церкви
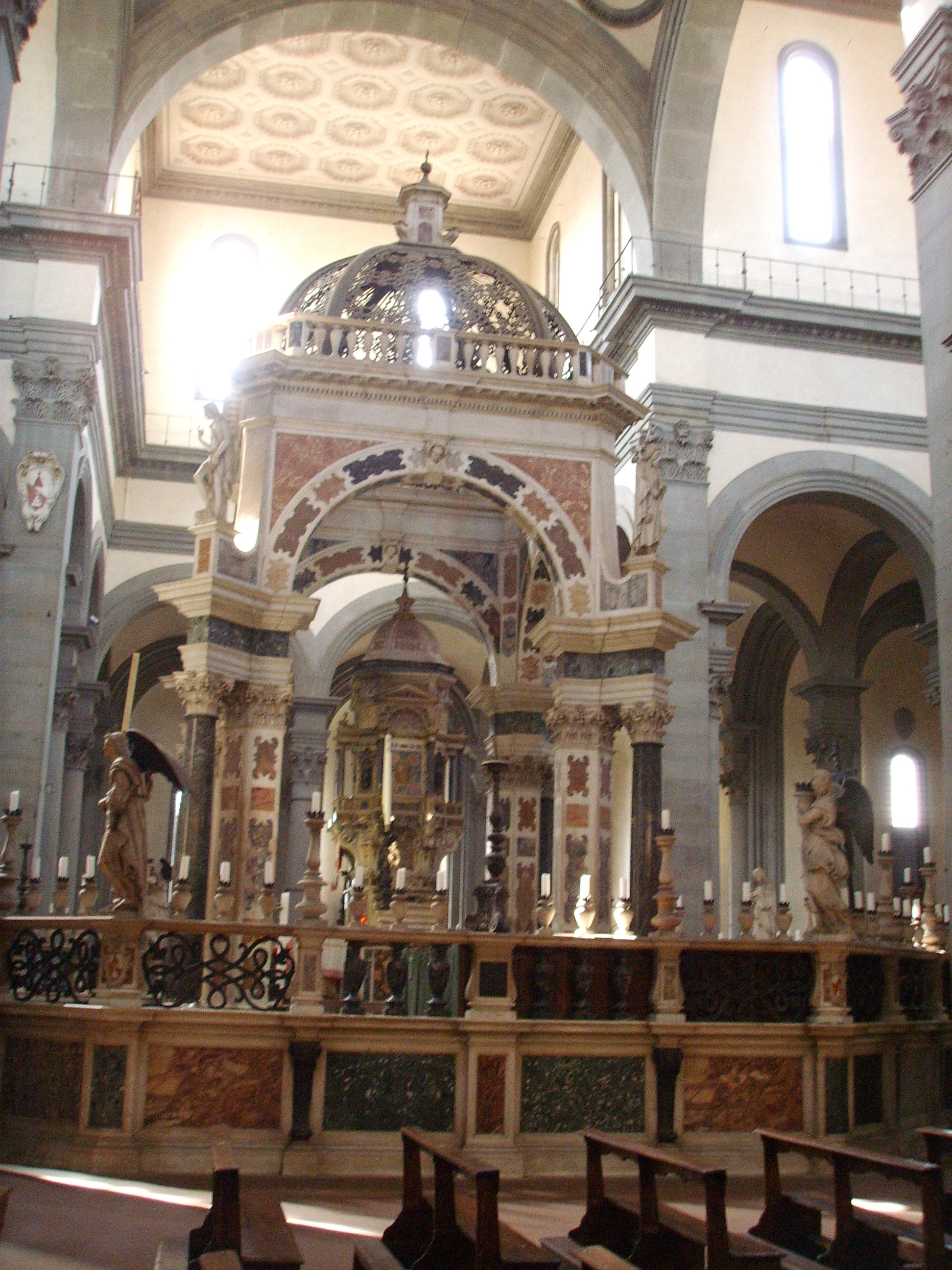
Алтарь
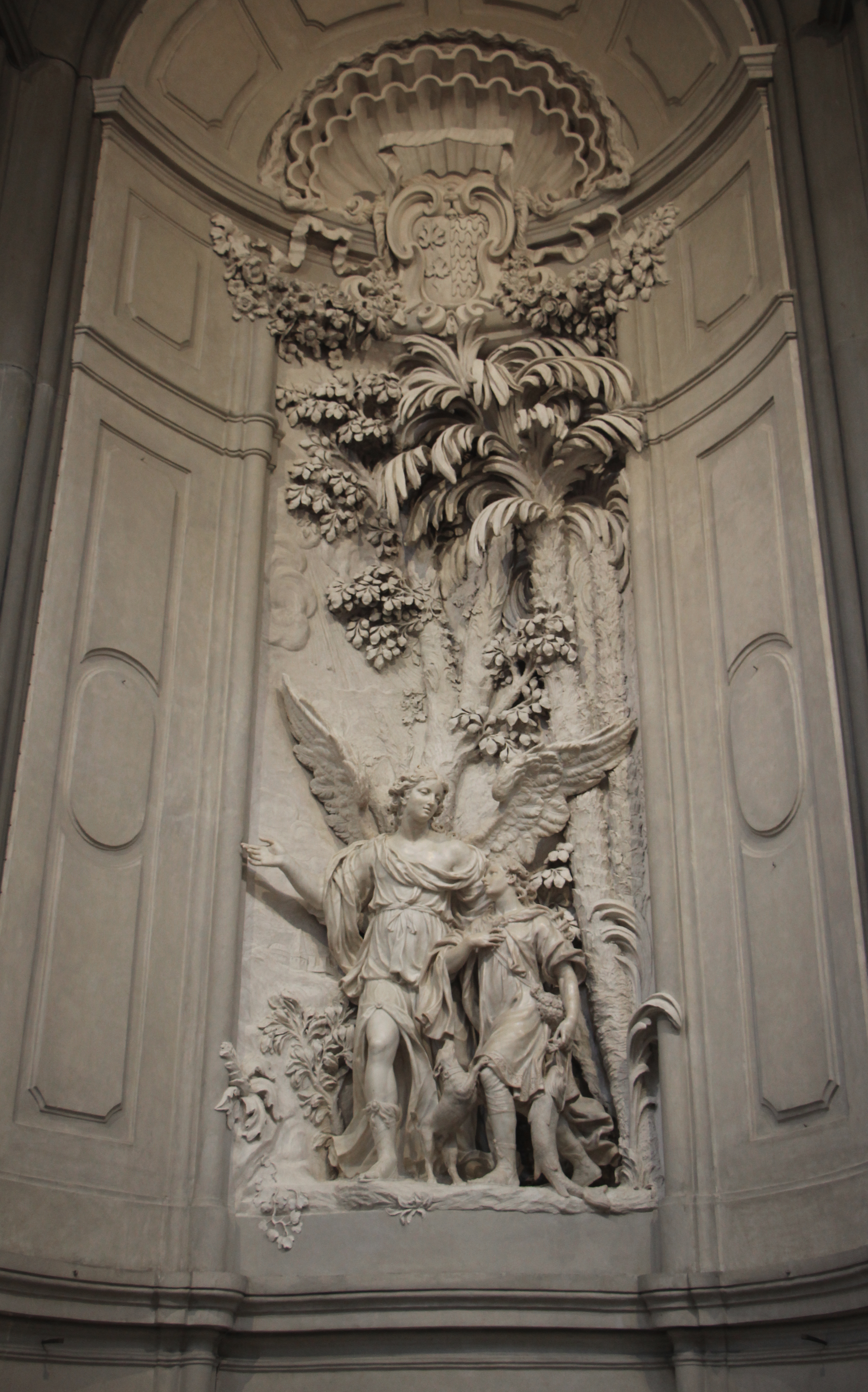
Дж. Баратта. Капелла Портинари
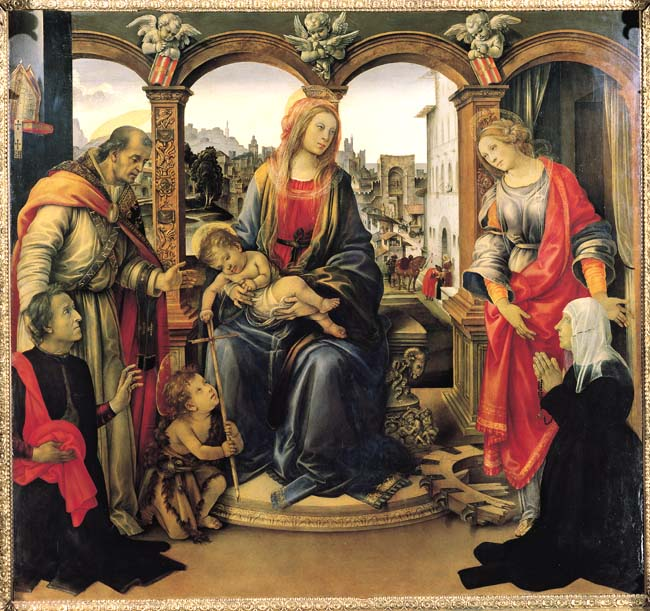
Филиппино Липпи. Мадонна с Младенцем и Святыми
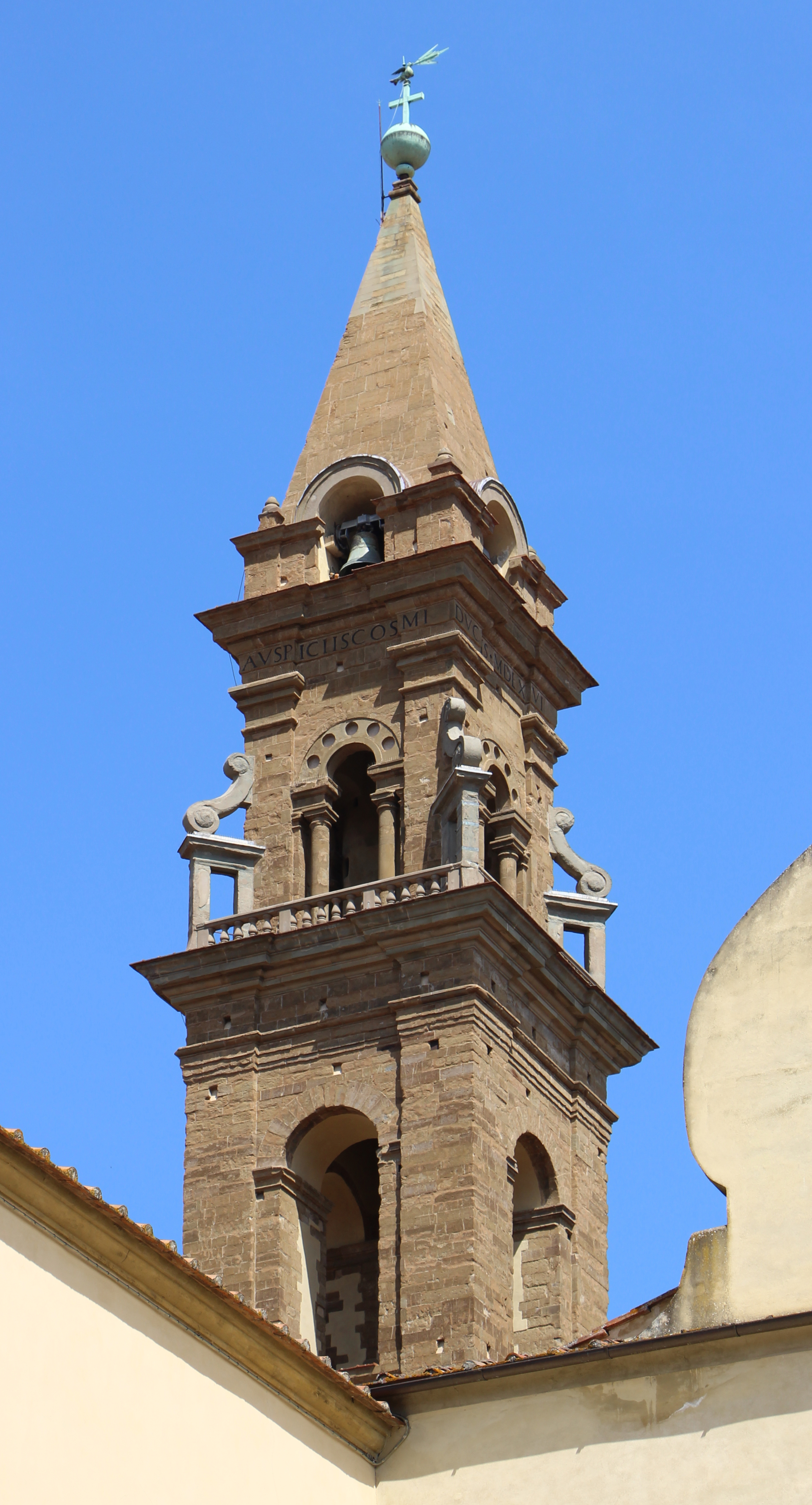
Кампанила (колокольня). 1503
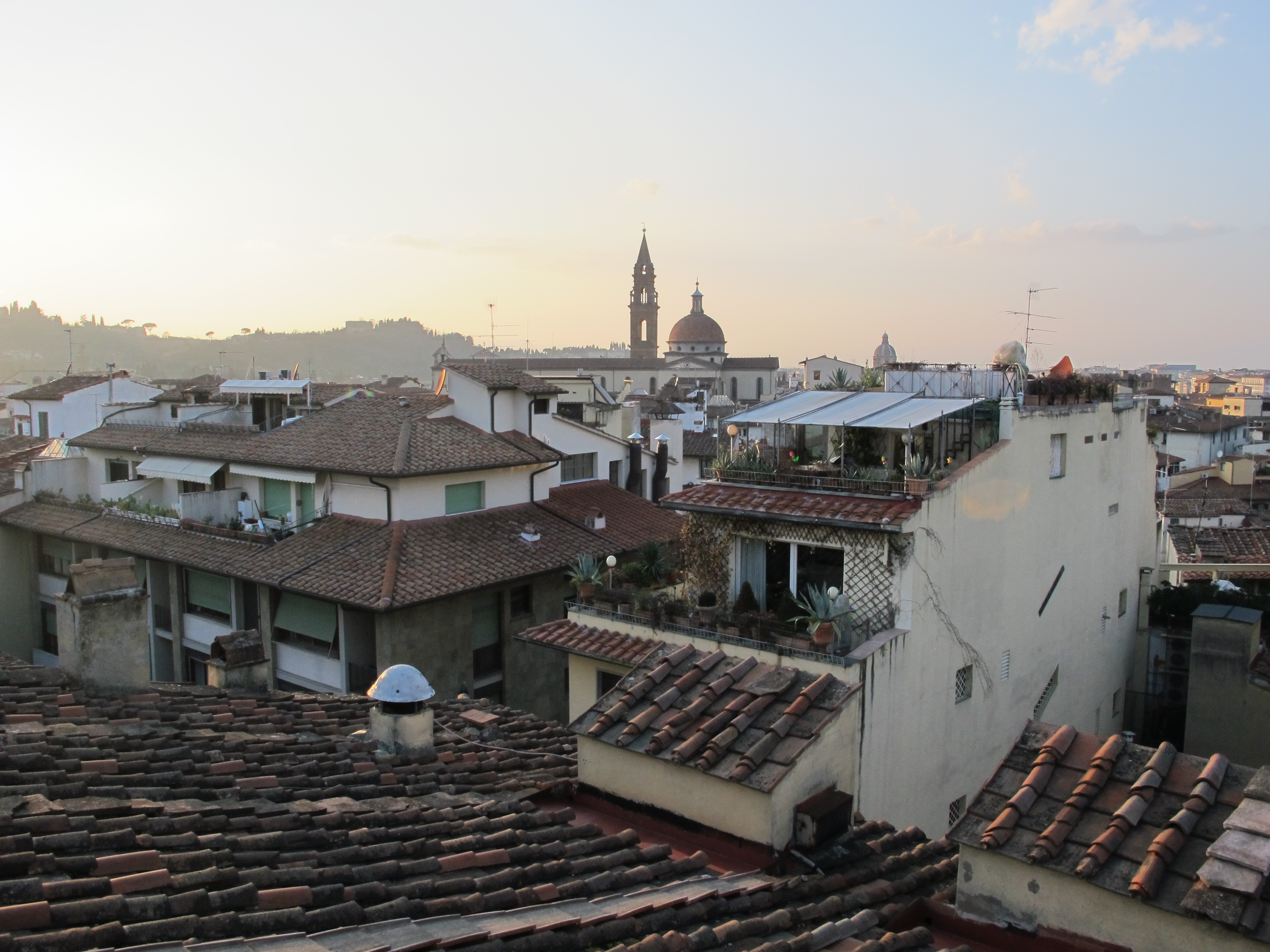
Вид на церковь
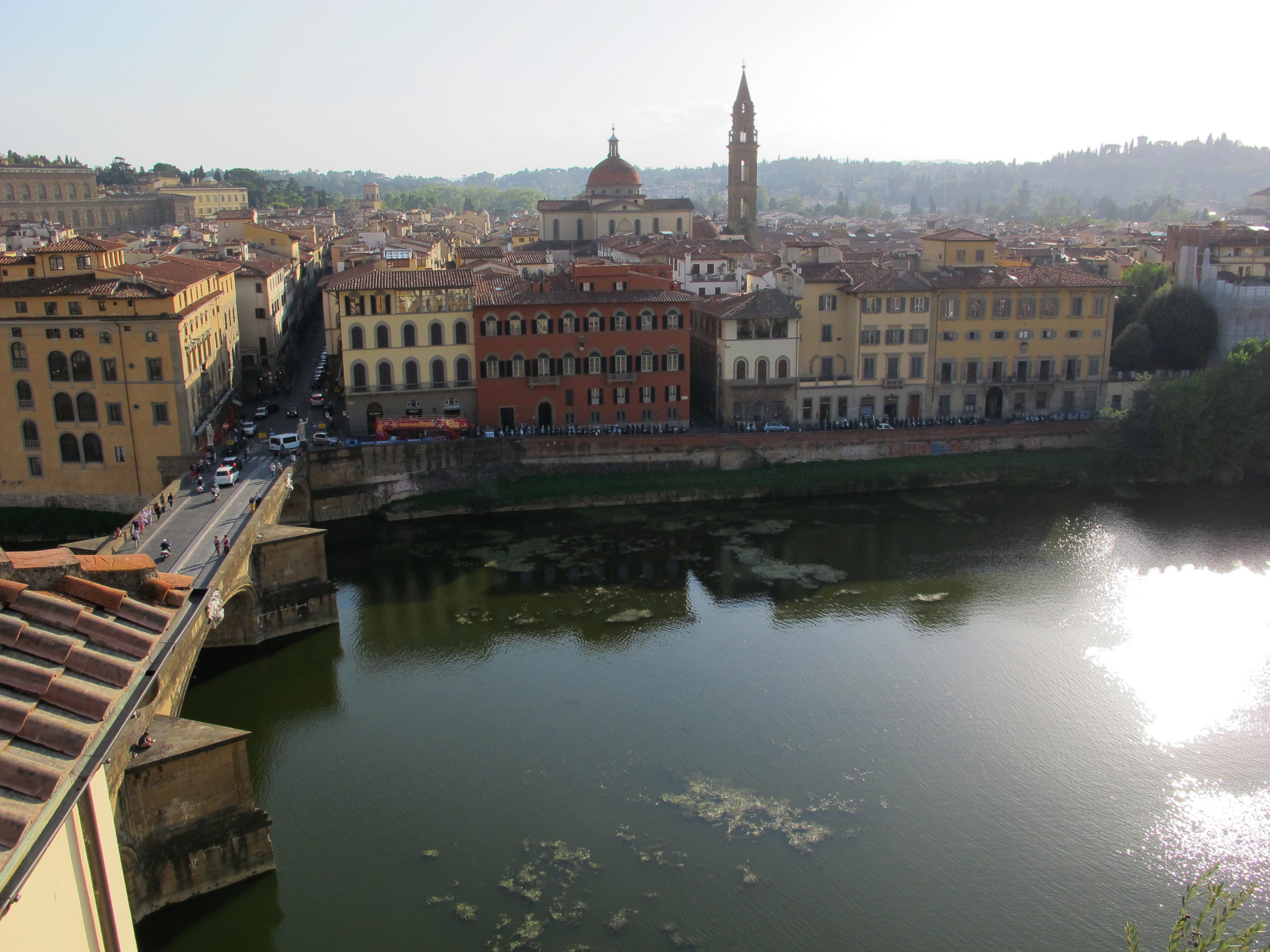
Вид на церковь с другого берега реки Арно

## В культуре
Базилику Санто-Спирито можно увидеть в компьютерной игре Assassin's Creed II, тут проходит одна из её миссий: в 1498 году главный герой пробирается на площадь перед церковью, чтобы убить одного из приспешников монаха Савонаролы, проповедующего на паперти. Хотя на карте церковь и обозначена как достопримечательность, в базе данных игры про неё ничего не сказано.